# ナイフスイッチ

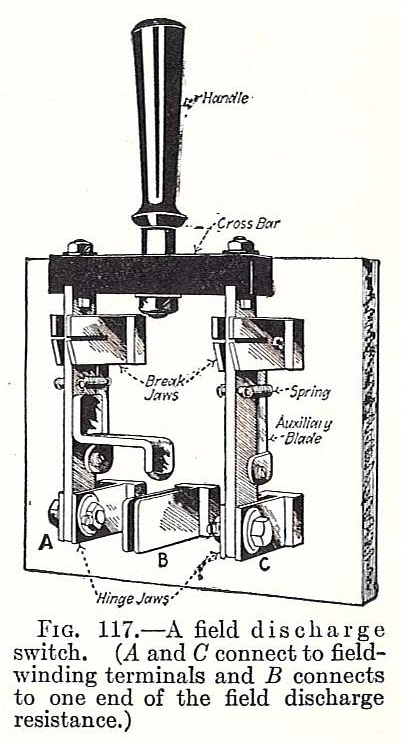
ナイフスイッチ（1917年）

ナイフスイッチ（ないふすいっち、knife switch）とは、銅合金などで作られた板（ナイフ）状の電極（刃）を、同じく銅合金などで作られた電極（刃受）に差し込むことにより導通を得られるようにした開閉器（スイッチ）である。刃切開閉器などともいう。

## 概要
最も古典的な開閉器であり、電灯の普及とともに広く用いられるようになった。今日、日本では感電事故防止のため、例えば低圧配線系統であれば、内線規程 (JEAC-8001) などにより、充電部が露出した構造を持つものの使用が禁じられていることにより、日常、単体としてその構造そのものを直接、見ることは少なくなったが、開閉器の最も基本的なものであり、弱電から強電まで広く用いられている。

## カバー付ナイフスイッチ

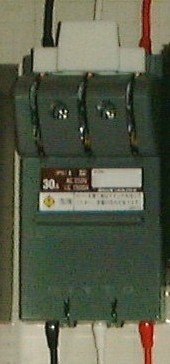
銅つめ付ヒューズ内蔵型カバー付ナイフスイッチ

感電事故防止のために、通常、構造部（充電部）は筐体（カバー）に収容される。従って屋内配線などに用いるナイフスイッチとは、通常、カバー付ナイフスイッチ（略称:CKS。Covered Knife Switch）のことを示す。この他、日本では屋内配線にナイフスイッチを用いる場合の規定として以下のようなものがある。
- ナイフスイッチは切替用のものを除き、刃を負荷側に接続し、かつこれをたてに取り付ける場合には自然に閉路することがないように、刃受を上部とすること。（入出線を逆に接続すると、切としたとき、充電した刃がカバーより飛び出すため、危険である。また、上下逆さまに使うと、切とした刃が重力により自然に入となることがあるので危険である。）
- 振動の多い天井など、ナイフスイッチが自然に開路するような場所では下向きに取り付けないこと。
- 単相3線式または三相4線式回路に使用する開閉器で、中性線（接地線）に開閉部を入れる場合は、中性線を他の電路より早く切ったり、遅く入れたりするものでないこと。（中性線が切れると負荷に過大な電圧がかかることがあり危険である。このため、例えば3路型のものであれば、中性線を接続する刃や刃受について、他の回路のものより若干大きく作り、入の時には他の回路よりも早く入となり、切の時には遅く切となるような工夫がなされている。従って中性線の接続を間違えてはならない。）
- 単相3線式で使用する場合、中性相にヒューズを使用してはならない。何らかの理由で中性相のヒューズが切れた場合、中性相が欠けた「欠相」状態となり電圧が上昇し（これを欠相事故という）、回路に接続された電気機器を損傷させる恐れがあるためである。中性相にはヒューズではなく、溶断しない導体を用いること。

日本では1951年、日東工業株式会社が、ヒューズとナイフスイッチを一体化し、ヒューズを含む充電部を絶縁筐体に収めた配線用遮断器を発売、このとき「カバー付ナイフスイッチ」という名称が使われ、その略称「CKS」とともに以降、一般名称となっている。
なお、屋内配線に用いるヒューズ内蔵型のカバー付ナイフスイッチは、特に三相回路に用いた場合、欠相事故に対応できないこと、MCCBであれば、過電流によりトリップが生じても、その原因を取り除き、操作ノブを押し上げるだけで復電できるが、ヒューズ内蔵型のカバー付ナイフスイッチの場合、ヒューズを交換するまで復電できないなどの理由から、今日、MCCBに置き換えられることが多い。しかしながら、構造が簡単で堅牢、ヒューズによる確実な過電流遮断、本体ではなく、ヒューズの交換のみで簡単に制限電流量や遮断特性の変更ができる（例えば30Aまで使用できる45mm銅つめ付ヒューズ使用型であれば、他に3・5・10・15・20Aのヒューズが標準で用意されている。）という利便性などから、機器電源開閉用などとして現在でもよく使われている。また近年、遮断器について短絡電流定格 (SCCR) が重視されるようになり、原理的に簡単かつ安価に大きなSCCRを得られる、ヒューズと組み合わせて使うナイフスイッチが見直されている。
また、配電系統に用いられる、高圧カットアウトスイッチなどは、堅牢性、確実性などの点から、ナイフスイッチとヒューズを併せた構造となっているが、前述のように三相回路の場合、欠相事故に対応できない。そこでこの欠点を補うため、3極連動型、すなわち3本のヒューズのうち1本でも溶断した場合、直ちに残りの回路も開くといったものが開発され、実用に供されている。